# Epidendrum guagra-urcuense
Epidendrum guagra-urcuense là một loài thực vật có hoa trong họ Lan. Loài này được Hágsater & Dodson mô tả khoa học đầu tiên năm 2001.